# Oleksandriya (Rivne)
Oleksandriya (ucraniano: Олександрі́я; polaco: Aleksandria) es un municipio rural y pueblo de Ucrania, perteneciente al raión de Rivne de la óblast de Rivne.
En 2018, el municipio tenía una población de 7583 habitantes, de los cuales unos dos mil cuatrocientos vivían en el propio pueblo y el resto repartidos en catorce pedanías. El municipio se fundó en 2018 mediante la fusión de los hasta entonces consejos rurales de Oleksandriya, Záborol y Kustyn. Además de estos tres pueblos, pertenecen al municipio otros doce: Boyanivka, Voloshky, Kozlyn, Nová Liubomyrka, Nová Ukrayinka, Pújova, Radyslavka, Remel, Reshutsk, Sviatia, Sérhiyivka y Try Koptsi.
El pueblo se ubica a orillas del río Horýn, unos 10 km al noreste de Rivne sobre la carretera P05 que lleva a Sarny.

## Historia
Se conoce la existencia del pueblo en documentos desde 1518, cuando era conocido como "Pershki" (Першки). En 1603 adoptó su actual topónimo en homenaje a Oleksander Ostrogski, voivoda de Volinia que había fallecido ese año. En el siglo XVII llegó a obtener el título de ciudad, pero no pudo tener un desarrollo urbano debido a los ataques de los tártaros, la rebelión de Jmelnitski y los excesivos impuestos que cobraban sus propietarios, primero la familia noble Koniecpolscy y más tarde los Lubomirski. Luego de las Particiones pasó a formar parte del Imperio ruso, donde su estatus fue rebajado al de miasteczko, en el uyezd de Rovno de la gobernación de Volinia.
Fue una localidad agrícola hasta la década de 1890, cuando se abrió una estación de ferrocarril y se construyó un puente ferroviario sobre el río Horýn. En la Segunda República Polaca, el asentamiento estaba poblado mayoritariamente por judíos, que formaban dos tercios de la población, junto a minorías de ucranianos, polacos y checos. Durante la Segunda Guerra Mundial, los invasores alemanes encerraron a mil judíos en un gueto de la localidad; estos judíos acabaron siendo asesinados en un bosque cercano en 1942. Posteriormente, en 1943 los polacos se fueron a Rivne huyendo de los ataques nacionalistas ucranianos. Cuando la RSS de Ucrania recuperó la localidad, había quedado reducida a un pequeño pueblo, que fue repoblado casi exclusivamente con ucranianos. Entre 1940 y 1959 fue capital distrital. Hasta 2018 era sede de un consejo rural, que únicamente incluía como pedanías a Voloshky, Nová Liubomyrka, Pújova, Sviatia y Try Koptsi.